# Bertók László
Bertók László (Vése, 1935. december 6. – Pécs, 2020. szeptember 14.) Kossuth- és József Attila-díjas magyar író, költő, a Digitális Irodalmi Akadémia alapító tagja volt.

## Élete
Somogy vármegyei paraszti családban született 1935. december 6-án Bertók István és Papp Zsófia gyermekeként. 1942-től 1947-ig a vései evangélikus elemi iskola tanulója volt. 1947-ben különbözeti vizsgát tett az ötödik osztályról, majd az 1947-48-as tanévben a Csurgói Református Kollégium Általános Iskolájának hatodik osztályos diákja lett. Az első félévben magántanuló volt, a második félévben vonattal járt be Csurgóra, mivel rokonoknál lakott Somogyszobon. Az iskolák államosítását követően az általános iskola hetedik és nyolcadik osztályát szülőfalujában, Vésén végezte el.
1954-ben érettségizett Csurgón a Csokonai Vitéz Mihály Általános Gimnáziumban.
1952 tavaszán öt diáktársával megalakította az Arany János Irodalmi Kört. Első versei 1953-ban jelentek meg nyomtatásban a Dunántúl című pécsi folyóiratban. 1955-ben postai tisztviselőként kezdett dolgozni Marcaliban. Az érettségi utáni évben, 1955-ben néhány verséért „államrend elleni izgatás” vádjával nyolc hónapi börtönre ítélte a kaposvári megyei bíróság, ezért szeptember 6-án törölték a főiskolára felvettek sorából. Miután kiengedték a börtönből, először fogatosként, majd könyvelőként dolgozott. 1956. július 19-én katonai szolgálatra hívták be, december 4-én szerelték le. Ezután szülei gazdaságában dolgozott, illetve alkalmi napszámos munkákból élt Vésén. 1958 szeptemberétől jelentek meg újra versei a Somogyi Néplapban. 1959–1965 között segédkönyvtárosként dolgozott a Nagyatádi Járási Könyvtárban, majd 1965–1996 között könyvtárosként Pécsett. 1959 szeptemberében vették fel a Pécsi Tanárképző Főiskola levelező tagozatára, magyar-történelem szakra.
1963-ban diplomázott, ősszel néhány hétig helyettesítőként magyart tanított a nagyatádi gimnáziumban. 1964-ben jelent meg Makay Idával és Galambosi Lászlóval közös Lengő fényhidak című verseskötete Pécsett, a Jelenkor-Magvető Kiadónál. 1965. június 1-jétől a Pécsi Tanárképző Főiskola Könyvtárában dolgozott.
1970–1973 között az Eötvös Loránd Tudományegyetem könyvtár kiegészítő szakos, levelező tagozatos hallgatója volt. 1971-ben A magunk kenyerén című antológiában huszonnégy verssel szerepelt.
Első önálló verseskönyve, a Fák felvonulása 1972-ben látott napvilágot. 1973-ban jelent meg Így élt Csokonai Vitéz Mihály című életrajzi prózakötete. 1975-től a Jelenkor szerkesztőségének tagja, majd 1999-től főmunkatársa volt. 1977-ben jelent meg Így élt Vörösmarty Mihály című életrajzi prózakötete. Ez év szeptemberétől a Pécsi Városi Könyvtár igazgatója lett. 1978-ban jelent meg a Magvető Kiadónál az Emlékek választása, majd 1981-ben a Tárgyak ideje című verseskötete.
1986-ban a Magyar Írók Szövetsége Választmányának tagjává választották, itt 1995-ig volt választmányi tag. 1988-ban a Somogy Megyei Tanács Művészeti Díjával jutalmazták, 1989-ben pedig a Furkálja a semmit a szó című verséért Robert Graves-díjjal tüntették ki.
1992-ben a Magyar Írószövetség Elnökségi tagjává választották, de a tisztségről egy év múlva lemondott. 1995-ben 60. születésnapja alkalmából a köztársasági elnök a Magyar Köztársasági Érdemrend kiskeresztjével tüntette ki. 1996-ban ment nyugdíjba a Pécsi Városi Könyvtárból. 1998-ban a Digitális Irodalmi Akadémia tagja lett.
2004-ben szülőfaluja, Vése díszpolgárává választották. 2005-ben, 70. születésnapja alkalmából jelent meg Platón benéz az ablakon. Versek 1954–2004 című verseskötete, majd a Duna Televízió bemutatta a születésnapjára készített Hazulról haza. Versfilm Bertók Lászlóról. című portréfilmjét.
2021 szeptemberében a nagyatádi könyvtár felvette a Bertók László Városi Könyvtár nevet, ezzel is tisztelegve egykori dolgozója emléke előtt.

## Magánélete
1963-ban feleségül vette Vágner Erzsébet óvónőt. Egy fiuk született, Attila, 1966-ban. 1965-ben költözött a család Nagyatádról Pécsre. 1973-ban járt először külföldön, a jugoszláv tengerparton nyaralt feleségével.

## Művei

### Versek
- Bertók László–Makay Ida–Galambosi László: Lengő fényhidak. Versek; Jelenkor–Magvető, Pécs–Bp., 1964
- Fák felvonulása (1972) Magvető Kiadó
- Emlékek választása (1978) Magvető Kiadó
- Tárgyak ideje. Bertók László versei; Magvető, Bp., 1981
- Ágakból gyökér (1984) Magvető Kiadó
- Hóból a lábnyom. Válogatott és új versek; Magvető, Bp., 1985
- Zöld pajzs alatt. Bertók László versei. Írások Bertók Lászlóról; összeáll., szerk. Szita Ferenc; Palmiro Togliatti Megyei Könyvtár, Kaposvár, 1985
- A kettészakadt villamos (1987) Magvető Kiadó
- Kő a tollpihén; Orpheusz Könyvek, Bp., 1990
- Ha van a világon tető (1992)
- Három az ötödiken – 243 szonett (1995) Magvető Kiadó
- Deszkatavasz (1998)
- Válogatott versek  (1999)
- Ceruzarajz – Skizze. Versek magyarul – németül (1999)
- Februári kés. Új versek, 1998–1999; Magvető, Bp., 2000
- Dinnye Döme (2000)
- Valahol, valami (2003) Magvető Kiadó
- Háromkák (2004) Magvető Kiadó
- Platón benéz az ablakon. Versek 1954–2004 (2005) Magvető Kiadó
- Hangyák vonulnak (2007) Magvető Kiadó
- Két lepke csapkod (Szalai Kata illusztrációival) (2007)
- A város neve. Mintha azt mondanám, haza; ill. Martyn Ferenc; Pro Pannonia, Pécs, 2009 (Pannónia könyvek)
- Pénteken vasárnap (2010) Magvető Kiadó
- A hetedik boríték. Versek; Pro Pannonia, Pécs, 2012 (Pannónia könyvek)
- Ott mi van? (2014) Magvető Kiadó
- Firkák a szalmaszálra (2015) Magvető Kiadó
- Együtt forog. Firkák a szalmaszálra 2. Versek; Magvető, Bp., 2020

### Prózák
- Így élt Csokonai Vitéz Mihály (1973)
- Így élt Vörösmarty Mihály (1977)
- Priusz; Századvég, Bp., 1994
- Dongó a szobában. Közelítések; Magvető, Bp., 1998
- Hazulról haza. Ősök, műhelyek, élet (2005)
- Priusz; 2. bőv. kiad.; Magvető, Bp., 2016 (Tények és tanúk, 124.), ISBN 9789631434682
- Visszanéző. Írók, alkalmak, élet; Pro Pannonia, Pécs, 2017 (Pannónia könyvek; Irodalmunk forrásai)

### Bibliográfiák
- A Pécsi Tanárképző Főiskola Könyvtárának története 1948–1973 (1974)
- Várkonyi Nándor (1984)
- Pákolitz István (1986)
- Bárdosi Németh János (1989)
- Szederkényi Ervin és a Jelenkor. Bibliográfia; összeáll. Bertók László; Városi Könyvtár–Jelenkor, Pécs, 1991
- Csorba Győző (1993)

## Díjai, elismerései
- Baranya Megyei Tanács Művészeti Díja (1964)
- Radnóti-díj (1973)
- József Attila-díj (1982)
- Janus Pannonius Művészeti Díj (1983)[1]
- Munka Érdemrend ezüst fokozata (1985)
- Év Könyve Díj (1986) (Hóból a lábnyom című kötetéért)
- Somogy Megyei Tanács Művészeti Díja (1988)
- Robert Graves-díj (1989)
- Déry Tibor-díj (1990)
- Szinnyei Júlia-emlékdíj (1991)
- MSZOSZ-díj (1991)
- Kortárs-díj (1991)
- Weöres Sándor-díj (1993)
- A Magyar Köztársasági Érdemrend kiskeresztje (1995)
- Pro Civitate díj (1995)
- Magyar Köztársaság Babérkoszorúja díj (1997)
- Radnóti-díj (életművéért) (2002)
- Kossuth-díj (2004)
- Vése díszpolgára (2004)[1]
- Pécsi Polgárdíj kitüntetés (2004)
- Pro Alma Mater érem (2004)
- Artisjus-díj (2008)
- Pécs díszpolgára (2008)
- Martyn Ferenc-díj (2009)
- Jubileumi Emlékérem (2013)
- Prima díj (2018)

## Portréfilmek Bertók Lászlóról
- Szülőföldem Belső-Somogy (1991) (Szerkesztő, forgatókönyvíró: Major Sándor)
- Hazulról haza. Versfilm Bertók Lászlóról. (2005)

## Írások Bertók Lászlóról
- Csűrös Miklós: Bertók László (1995)
- Nagy Imre: Bertók László. Beszélgetés és tanulmány (1995)
- Talán a kérdezés... Írások Bertók Lászlóról. (2005) (Szerkesztette Ágoston Zoltán)
- Nagy Imre: A második kapu. Bertók László kései lírájáról; Kronosz, Pécs, 2015
- Halmai Tamás: Hűség a változáshoz. Bertók László költői világa; Iku, Bp., 2019 (Iku-tár)